# ISO 3166-2:MD
ISO 3166-2:MD — стандарт Международной организации по стандартизации, который определяет геокоды. Является подмножеством стандарта ISO 3166-2, относящимся к Молдавии. Стандарт охватывает 1 автономное территориальное образование, 1 территориальное образование, 3 города и 32 района Молдавии. Каждый геокод состоит из двух частей: кода Alpha2 по стандарту ISO 3166-1 для Молдавии — MD и дополнительного кода, записанных через дефис. Дополнительный двухбуквенный код в образован созвучно названию территориальных образований, городов и районов. Геокоды городов, территориальных образований и районов Молдавии являются подмножеством кодов домена верхнего уровня — MD, присвоенного Молдавии в соответствии со стандартами ISO 3166-1.

## Геокоды Молдавии
Геокоды 1 автономного территориального образования, 1 территориального образования, 3 городов и 32 районов административно-территориального деления Молдавии.
| Геокод | Административная единица                                    | Статус                                 |
| ------ | ----------------------------------------------------------- | -------------------------------------- |
| MD-GA  | Гагаузия                                                    | автономное территориальное образование |
| MD-BA  | Бэлць                                                       | город                                  |
| MD-BD  | Бендеры                                                     | город                                  |
| MD-CU  | Кишинёв                                                     | город                                  |
| MD-AN  | Новоаненский                                                | район                                  |
| MD-BS  | Бессарабский                                                | район                                  |
| MD-BR  | Бричанский                                                  | район                                  |
| MD-CA  | Кагульский                                                  | район                                  |
| MD-CT  | Кантемирский                                                | район                                  |
| MD-CL  | Каларашский                                                 | район                                  |
| MD-CS  | Каушанский                                                  | район                                  |
| MD-CM  | Чимишлийский                                                | район                                  |
| MD-CR  | Криулянский                                                 | район                                  |
| MD-DO  | Дондюшанский                                                | район                                  |
| MD-DR  | Дрокиевский                                                 | район                                  |
| MD-DU  | Дубоссарский                                                | район                                  |
| MD-ED  | Единецкий                                                   | район                                  |
| MD-FA  | Фалештский                                                  | район                                  |
| MD-FL  | Флорештский                                                 | район                                  |
| MD-GL  | Глодянский                                                  | район                                  |
| MD-HI  | Хынчештский                                                 | район                                  |
| MD-IA  | Яловенский                                                  | район                                  |
| MD-LE  | Леовский                                                    | район                                  |
| MD-NI  | Ниспоренский                                                | район                                  |
| MD-OC  | Окницкий                                                    | район                                  |
| MD-OR  | Оргеевский                                                  | район                                  |
| MD-RE  | Резинский                                                   | район                                  |
| MD-RI  | Рышканский                                                  | район                                  |
| MD-SI  | Сынжерейский                                                | район                                  |
| MD-SN  | Административно-территориальные единицы левобережья Днестра | территориальное образование            |
| MD-SO  | Сорокский                                                   | район                                  |
| MD-ST  | Страшенский                                                 | район                                  |
| MD-SD  | Шолданештский                                               | район                                  |
| MD-SV  | Штефан-Водский                                              | район                                  |
| MD-TA  | Тараклийский                                                | район                                  |
| MD-TE  | Теленештский                                                | район                                  |
| MD-UN  | Унгенский                                                   | район                                  |
| MD-VUL | Вулканештский                                               | район                                  |

## Примечание
С 1991 года территориальное образование Левобережье Днестра и город Бендеры де-факто являются независимым государством Приднестровская Молдавская Республика (ПМР).

## Геокоды пограничных Молдавии государств
- Румыния — ISO 3166-2:RO (на западе),
- Украина — ISO 3166-2:UA (на севере, на востоке, на юге).